# Nadzwyczajna magnetorezystancja

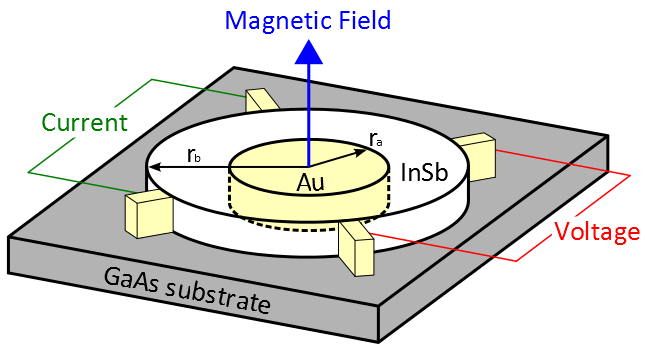
Schemat kołowego systemu hybrydowego EMR (półprzewodnik-meta)

Nadzwyczajna magnetorezystancja (ang. extraordinary magnetoresistance, EMR) – efekt zmiany rezystancji elektrycznej pod wpływem pola magnetycznego (magnetoopór) wynikający z geometrii układu przewodzącego prąd. Zmiana rezystancji w temperaturze pokojowej może być większa niż 10 000, są to wartości dużo większe niż te, które mają miejsce przy efektach takich jak gigantyczny magnetoopór czy kolosalna magnetorezystancja. Efekt ma miejsce przy zastosowaniu systemów hybrydowych metali i półprzewodników. Bez pola magnetycznego układ ma małą rezystancję, wynikającą z tego większość prądu elektrycznego przepływa przez metal. W silnym polu magnetycznym przyłożonym poprzecznie do kierunku przepływu prądu, układ przechodzi w stan o dużo większej rezystancji elektrycznej. Powodem tego jest zjawisko Halla, gdy kąt Halla zbliża się do 90°, przepływ prądu elektrycznego w regionach metalicznych drastycznie maleje. Na efekt w dużym stopniu wpływa geometria systemu, potęgując efekt o nawet cztery rzędy wielkości. Jako że efekt EMR ma miejsce w temperaturze pokojowej i nie polega na materiałach magnetycznych ma wiele korzyści w aspekcie jego aplikacji, wliczając w to głowice odczytu dysków twardych.
Efekt został odkryty w 2000 roku.